# Barry Hunter
Barry Hunter (Coleraine, 18 novembre 1968) è un allenatore di calcio ed ex calciatore nordirlandese, di ruolo difensore.

## Carriera

### Club
Durante la sua carriera ha giocato principalmente con il Rushden & Diamonds, con cui conta 112 presenze e 7 reti.

### Nazionale
Conta 15 presenze ed una rete con la Nazionale nordirlandese.

## Palmarès

### Club

#### Competizioni nazionali
- Coppa del Galles: 1

Wrexham: 1994-1995
- Third Division: 1

Rushden: 2002-2003